# Quema de libros en Chile

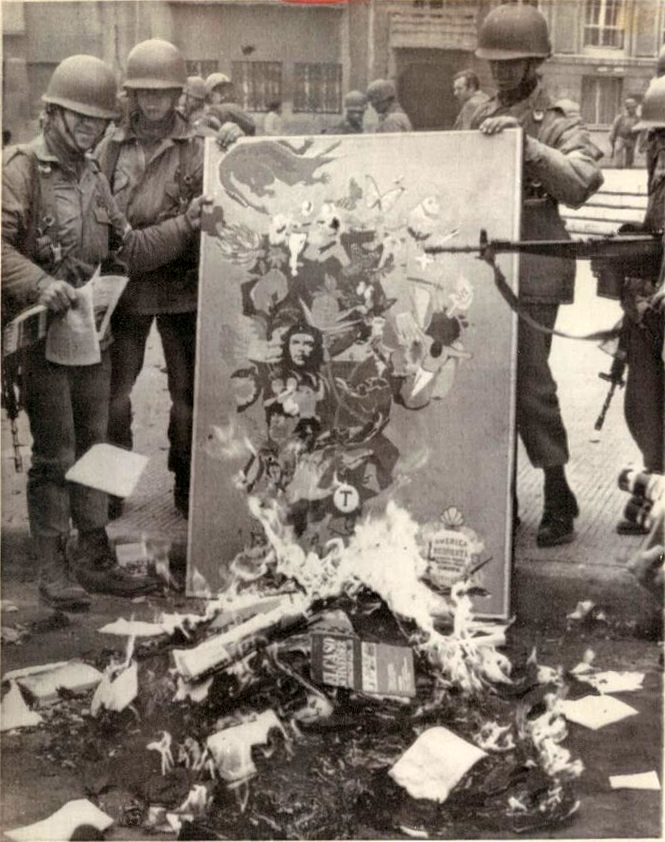
Soldados chilenos que proceden a las quemas en 1973.

Las quemas de libros en Chile fueron perpetradas por la junta militar dirigida por el general Augusto Pinochet como consecuencia del Golpe de Estado del 11 de septiembre de 1973 en Chile. Los militares quemaron los libros considerados como subversivos, en particular, la literatura socialista y la que iba en contra de la ideología de la junta. Esto formaba parte de una campaña de «extirpación del cáncer marxista».

## Contexto y hechos
En Chile, la literatura tiene un lugar de entidad y privilegiado en la vida política y social del país. Efectivamente, Chile cuenta dos premio Nobel de literatura, los poetas Gabriela Mistral y Pablo Neruda, así como de numerosos escritores talentosos donde algunos se han beneficiado de un reconocimiento internacional: Vicente Huidobro, Francisco Coloane, José Donoso, Luis Sepúlveda, Antonio Skármeta, Isabel Allende, etc. Era, pues, una realidad que podía amenazar un régimen dictatorial como el de Pinochet.
Desde el día del Golpe de Estado, el 11 de septiembre de 1973, la junta militar anunció a la radio las nuevas medidas culturales, bajo forma de 41 bandos. El número 26 declara la «ocupación y la destrucción» de las ediciones de Editora Nacional Quimantú, entonces «símbolo de la democratización a través de la culturas»; Camilo Marks, autor de La dictadura del proletariado, explica igualmente que su clausura marcó el comienzo de la desaparición de numerosos editores, librerías, y del desmantelamiento del sistema educativo en Chile, reemplazado por un sistema perverso y excluyente donde toda expresión literaria y artística estaba considerada como subversiva.
Como consecuencia del golpe, los militares emprenden caminos para detectar a potenciales opositores a la dictadura: mientras que algunos están presos, otros son ejecutados en el Estadio Nacional de Chile, sobre todo. Por otra parte, durante estos hechos, los militares recuperan y queman numerosos libros: no solo de literatura marxista, sino igualmente de la literatura sociológica general, los periódicos y las revistas. Eran retirados además de las librerías y de las bibliotecas.
Varias quemas fueron perpetradas por la junta de la dictadura de Pinochet, y la circulación de los libros fue muy restringida hasta en julio de 1983, dejando así una década de vacío cultural en todo el país. El 28 de noviembre de 1986, las aduanas chilenas cogen 14 846 copias de la primera edición de La aventura de Miguel Littín, clandestino en Chile de Gabriel García Márquez en Valparaíso, bajo los órdenes de Augusto Pinochet.

## Pinochet y la cultura
En 2004, el periodista chileno Juan Cristóbal Peña descubre que Augusto Pinochet ha montado secretamente una impresionante biblioteca personal de aproximadamente 50 000 libros de un valor estimado en más de 3 millones de dólares. Esta colección no contiene  o tiene muy poca ficción o poesía: se trata esencialmente labores de historia, de geografía, de marxismo y de socialismo, así como un número de entidad de diccionarios y de enciclopedias, y de libros sobre Napoleón, su ídolo. Habrían sido adquiridos en las bibliotecas y librerías del centro de Santiago de Chile, sea comprándolos a libreros después de que estos los han confiscado, vía embargos, o con argucias estatales. Por otra parte, esta biblioteca secreta comprendía numerosas cajas llenas de libros no abiertas, y el periodista estima que es de todos era casi imposible que tuviese todo leído.
Según el análisis del periodista en su libro La vida literaria secreta de Augusto Pinochet, Pinochet adolecía tremendamente de cultura general, contrariamente a sus opositores, y tenía conciencia de este complejo de inferioridad.

## Anexos